# Pitcairnia archeri
Pitcairnia archeri är en gräsväxtart som beskrevs av Lyman Bradford Smith. Pitcairnia archeri ingår i släktet Pitcairnia och familjen Bromeliaceae. Inga underarter finns listade i Catalogue of Life.